# Balcón

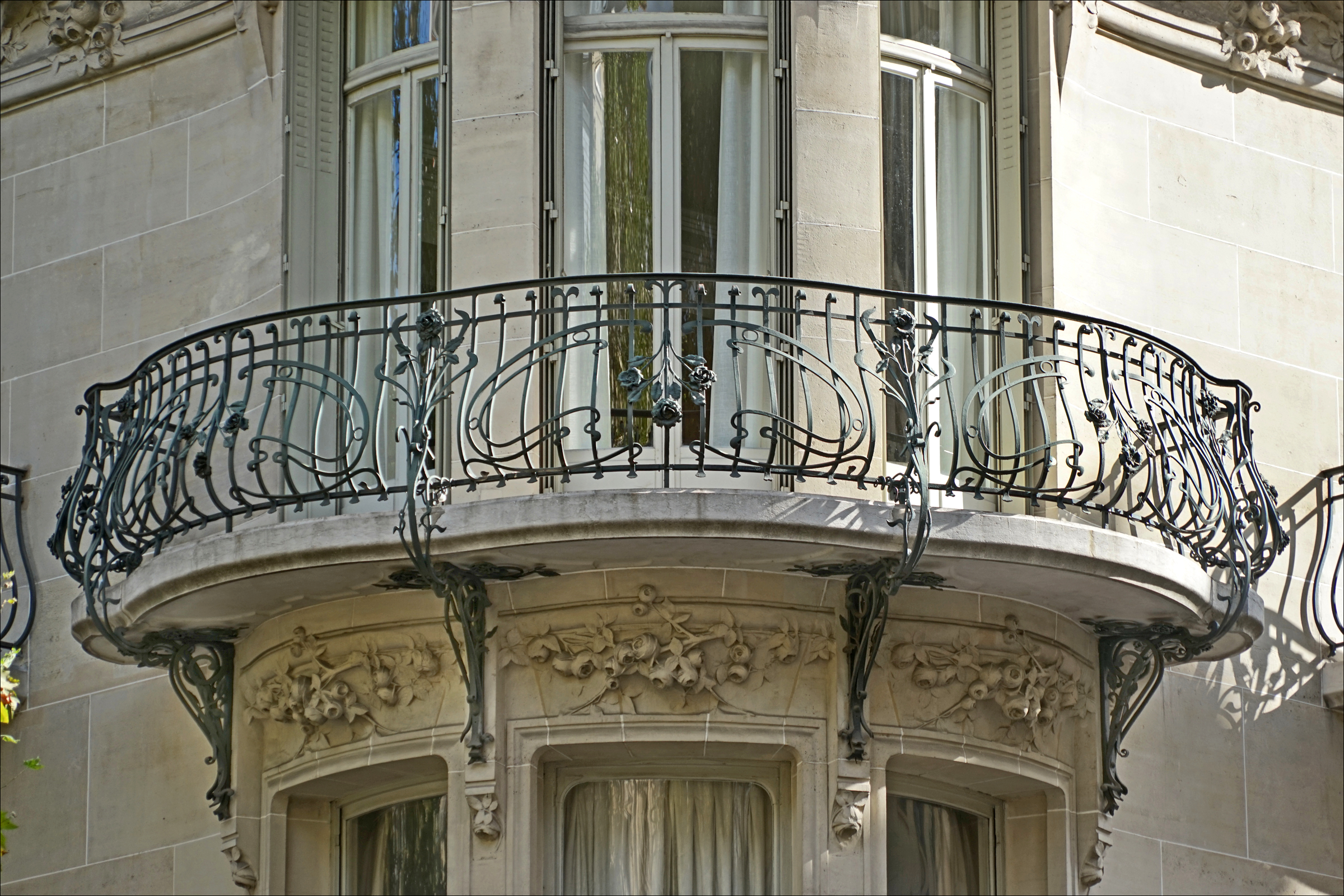
Balcón en París

Un balcón, es según la RAE (Real Academia Española), es una ventana abierta hasta el suelo de la habitación, generalmente con prolongación voladiza y con barandilla.
Los balcones están guarnecidos con balaustradas de madera, piedra o hierro y sostenidos por soportes de madera o hierro en las construcciones económicas o campestres, y por ménsulas de piedra esculpidas en las construcciones monumentales.

## Tipos de balcones
- Balcón antepechado. Es el que se pone sentado a los haces de la fachada o remetido más adentro que esta
- Balcón de balaustre o balaustrillo. Barandilla formada con balaustres delgados de hierro
- Balcón de dibujo. Barandilla formada de diferentes juegos de grecas entrelazadas y adornos formados con la materia que de ella sea, generalmente con pletinas de hierro
- Balcón de mazorca. El formado por balaustres más gruesos de los normales que forman panzas entre sus nudos[3]

- Balcón voladizo. El que sale de los haces de la fachada. su vuelo se arregla por pisos en los edificios disminuyendo de arriba abajo[4]

## Usos del balcón
- Un balcón también puede ser utilizado como tendedero de ropa, cuando la vivienda carece de espacio físico para realizar un ténder. Sus múltiples usos, hacen que un balcón también se utilice para la colocación de plantas, como galpón (para colocar bicicletas o también cosas que no usamos con cotidianidad).
- Algunos balcones están adaptados para propósitos ceremoniales, por ejemplo el de la Basílica de San Pedro (en la Ciudad del Vaticano), desde donde el papa reinante imparte al menos un par de veces al año su bendición más solemne, llamada Urbi et Orbi.
- En las iglesias, son usuales los balcones interiores para los cantantes.
- En los teatros, un balcón era antiguamente una caja sobre el escenario, pero actualmente el nombre se da únicamente a una parte del auditorio, sobre el círculo de las plateas y bajo la galería.
- En algunas localidades españolas, como por ejemplo, Zaragoza, es habitual que el pregonero de las fiestas lea su discurso desde el balcón del Ayuntamiento.
- Cuando un deportista o equipo deportivo de una localidad gana un trofeo de prestigio, también es tradicional que lo celebre con su afición, o barra de simpatizantes, desde el balcón del Ayuntamiento.
- En algunos países sudamericanos, (Argentina, Uruguay, Chile) se llamaba balconear a la ya poco usual estrategia de mostrarse desde el balcón, como medio de coqueteo (atraer las miradas), empleada décadas atrás sobre todo por las jóvenes.
- Muchos palacios de Gobierno y edificaciones gubernamentales poseen balcones donde se realizan diferentes ceremonias, como posesiones y conmemoraciones.
- Se denomina balconing a la peligrosa práctica de saltar desde el balcón de un edificio a una piscina.

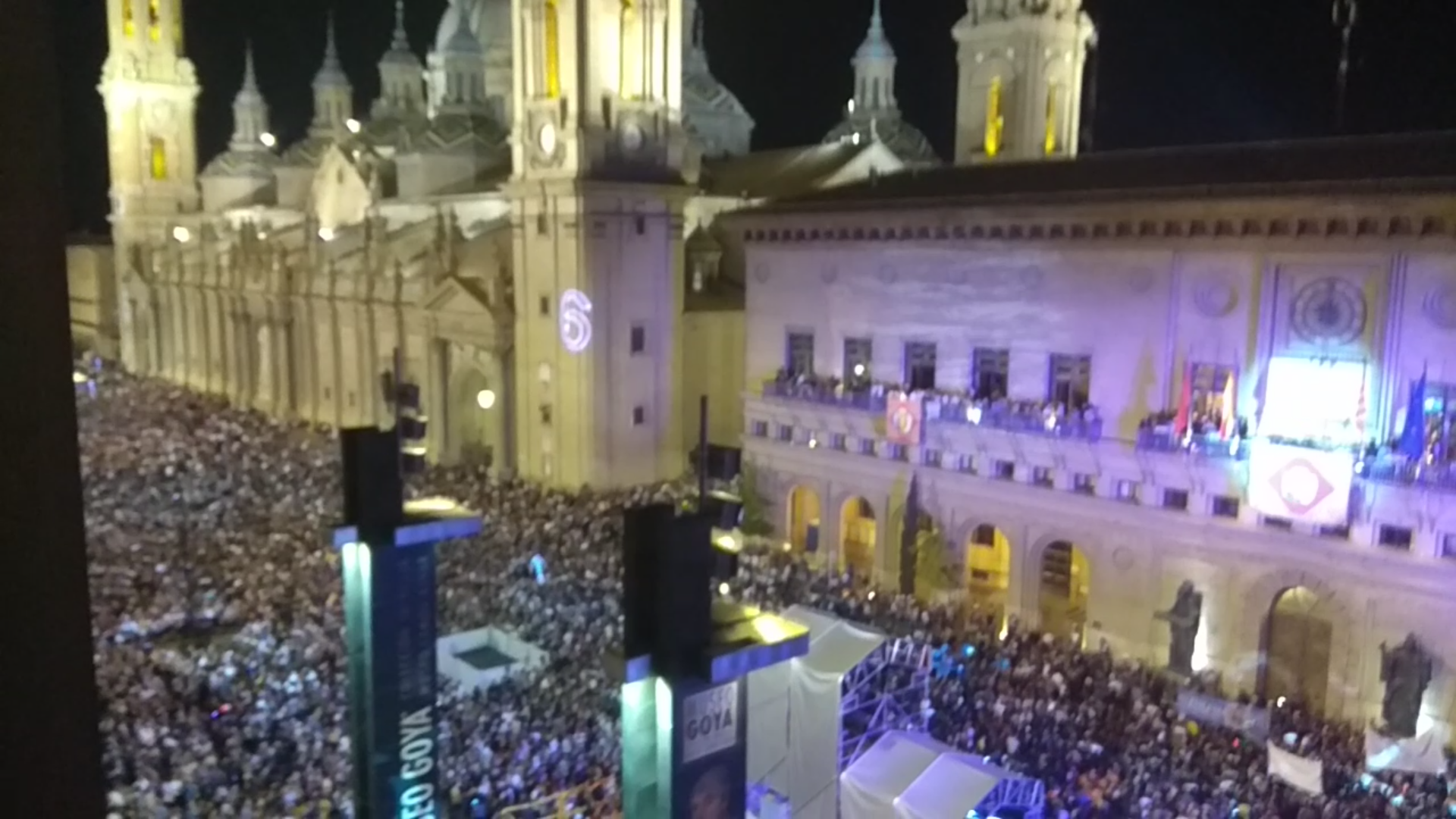
Pregón de fiestas desde el balcón del ayuntamiento de Zaragoza
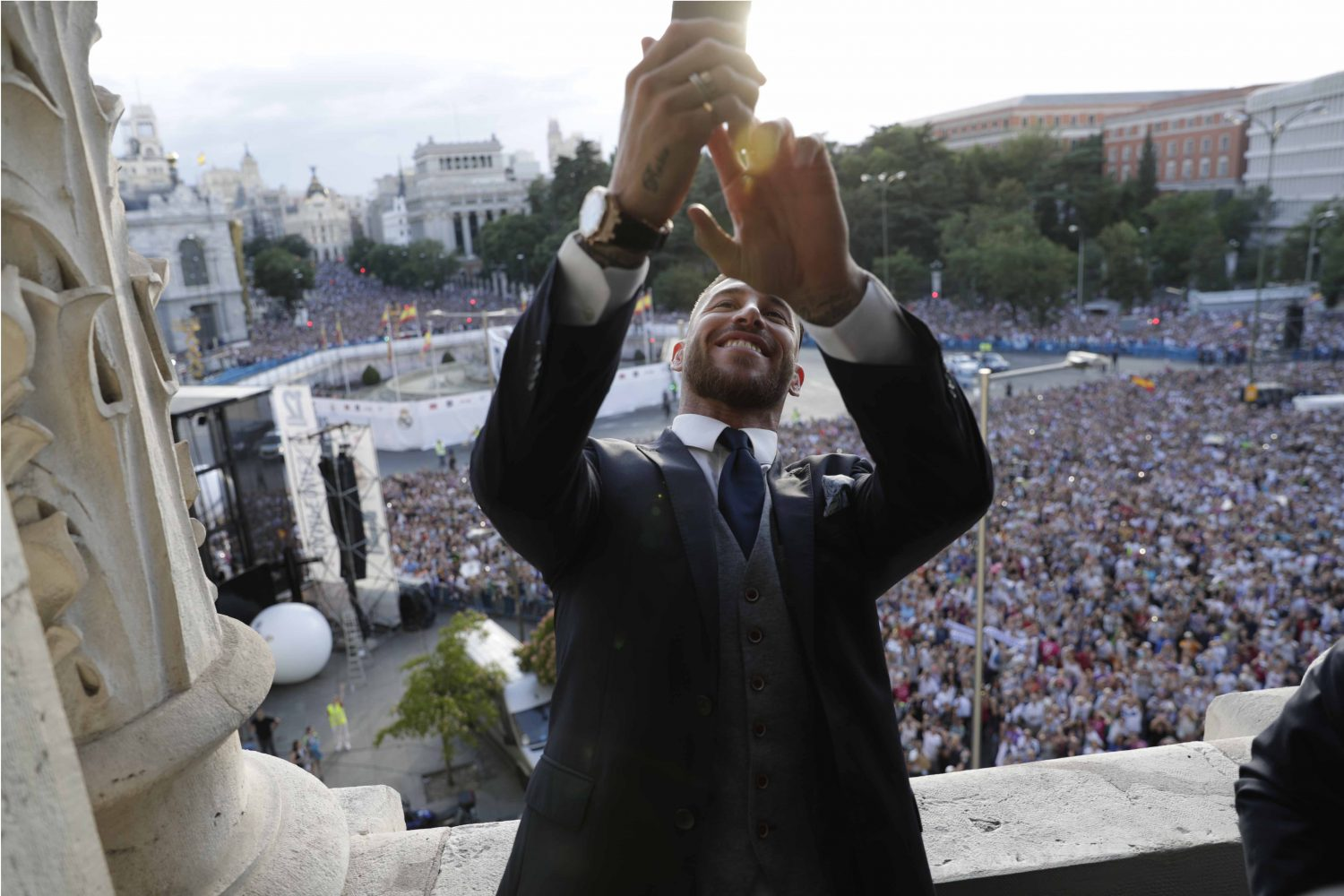
Celebración del Real Madrid desde el balcón del Ayuntamiento de Madrid
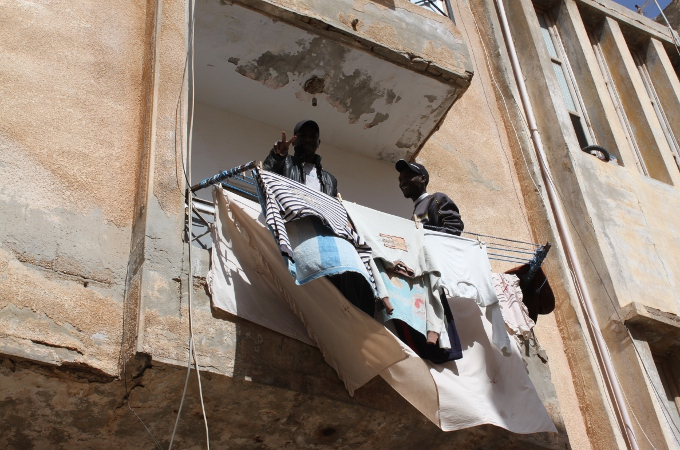
Tendedero en un balcón en Benghazi
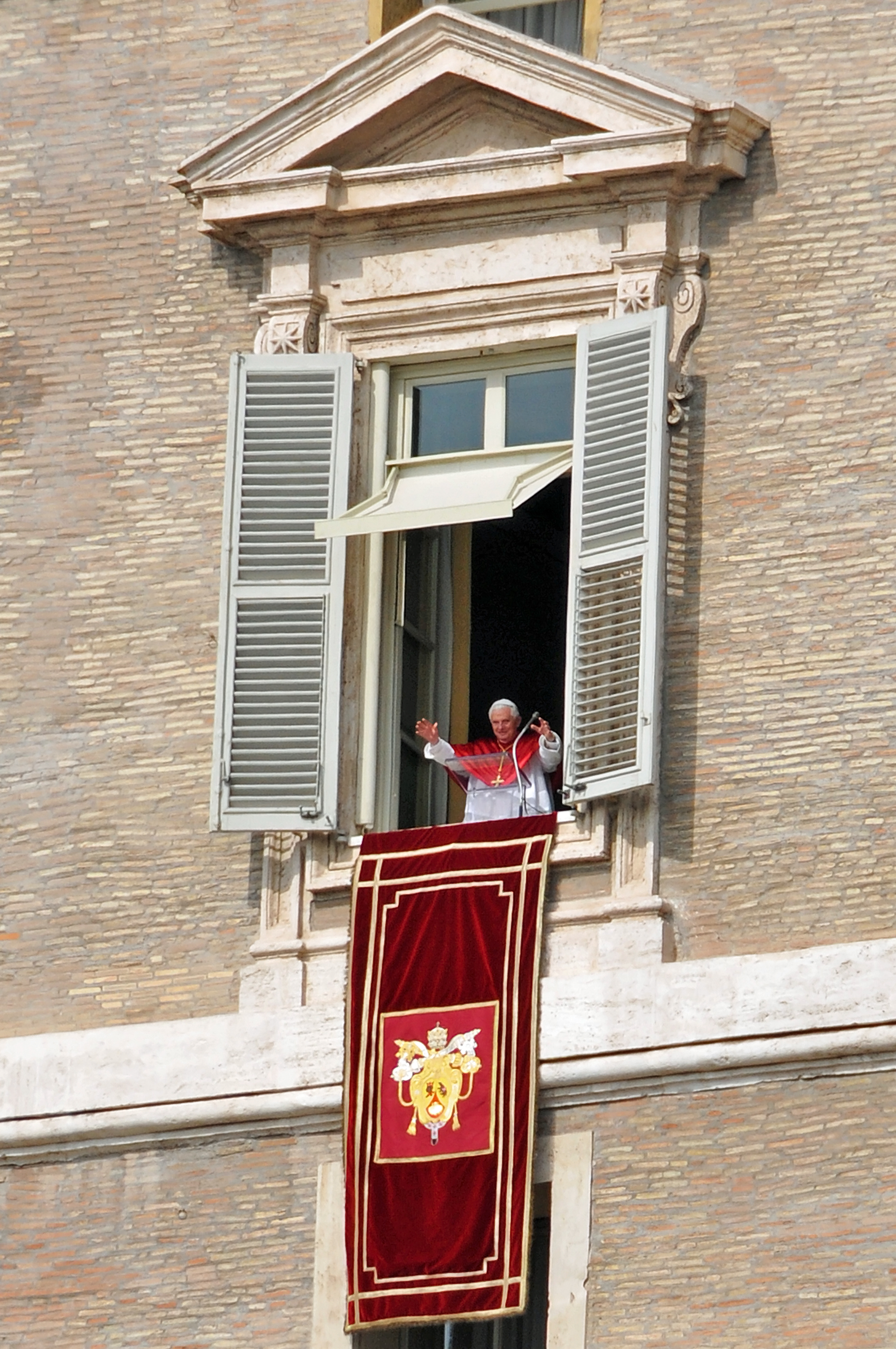
El papa Benedicto XVI desde el balcón del Vaticano
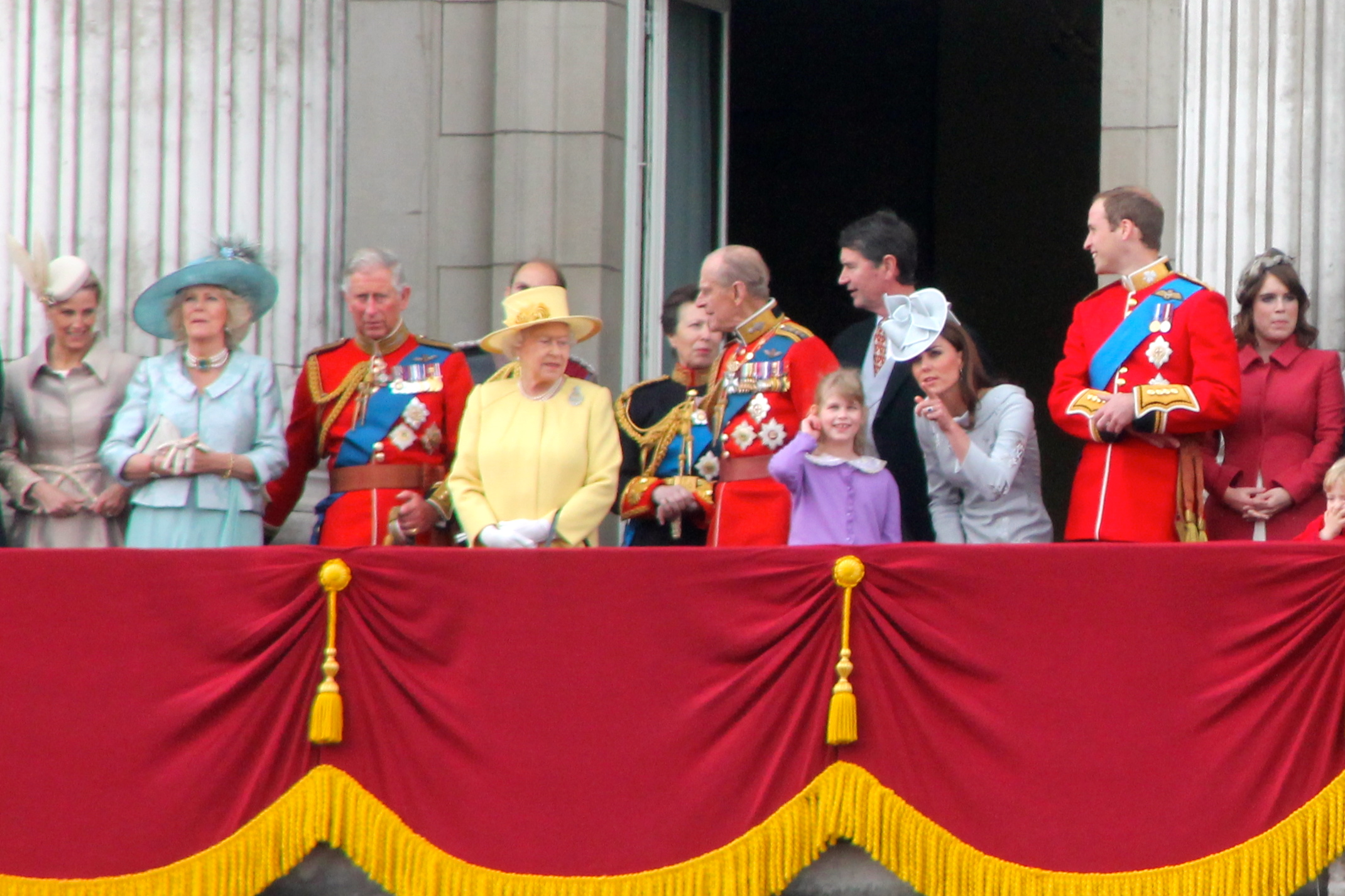
La familia real británica saludando desde el balcón de Buckingham Palace